# Chalcorana eschatia
Espèce
Synonymes
- Rana eschatia Inger, Stuart & Iskandar, 2009
- Hylarana eschatia (Inger, Stuart & Iskandar, 2009)

Chalcorana eschatia est une espèce d'amphibiens de la famille des Ranidae.

## Répartition
Cette espèce est endémique au sud de la Thaïlande.

## Description

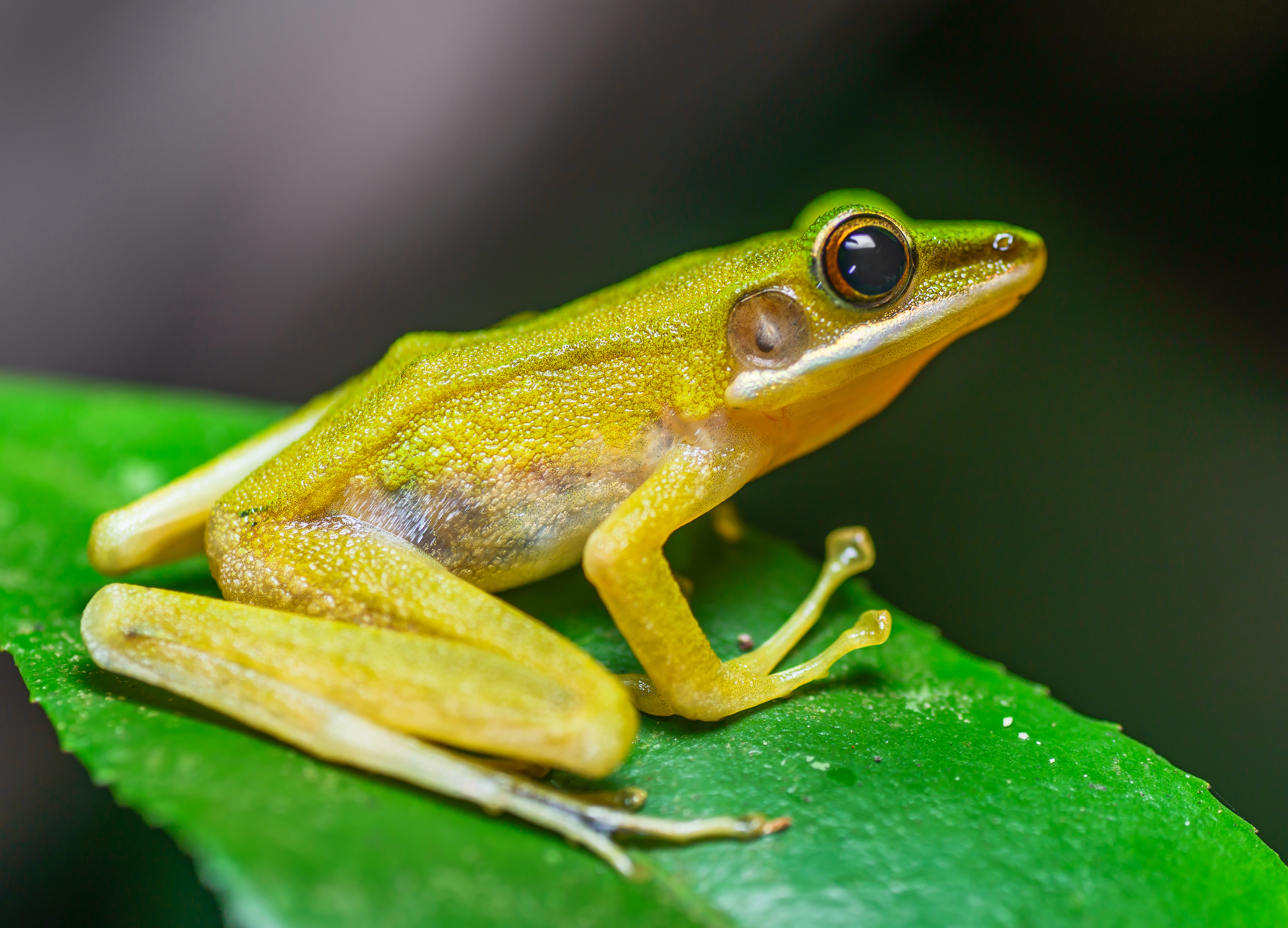
Hylarana eschatia de couleur jaune, parc national de Khao Sok, Thaïlande

Les mâles mesurent de 30,6 à 39,6 mm et les femelles de 42,8 à 56,6 mm.

## Étymologie
Le nom spécifique eschatia vient du grec eschatia, en bordure, en périphérie, en référence à la distribution de l'espèce

## Publication originale

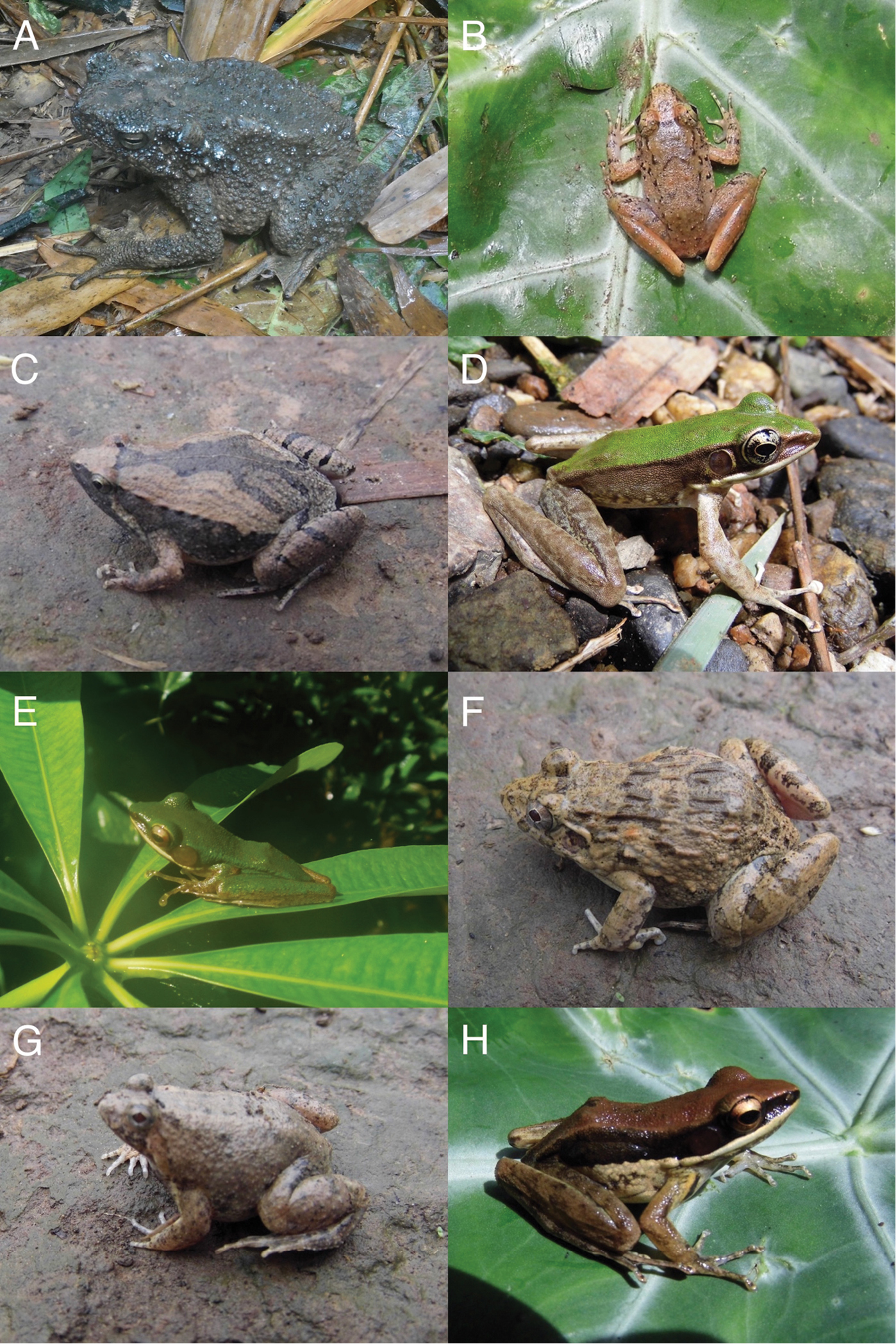
Photographies d'amphibiens lors d'un voyage d'étude, région de Tenasserim, Birmanie : A Phrynoidis aspera ; B Limnonectes doriae ; C Microhyla fissipes ; D Odorrana hosii ; E Chalcorana eschatia ; F Fejervarya sp. ; G Occidozyga martensii ; H Sylvirana malayana

- Inger, Stuart & Iskandar, 2009 : Systematics of a widespread Southeast Asian frog, Rana chalconota (Amphibia: Anura: Ranidae). Zoological Journal of the Linnean Society, vol. 155, p. 123-147 (texte intégral).